# Mesnil-Panneville

Mesnil-Panneville este o comună în departamentul Seine-Maritime, Franța. În 1 ianuarie 2022 avea o populație de 764 de locuitori.